# مدحاء
شهرستان مدحاء (به عربی: ولایة مدحاء) یکی از شهرستان‌های استان مسندم در کشور پادشاهی عمان است.

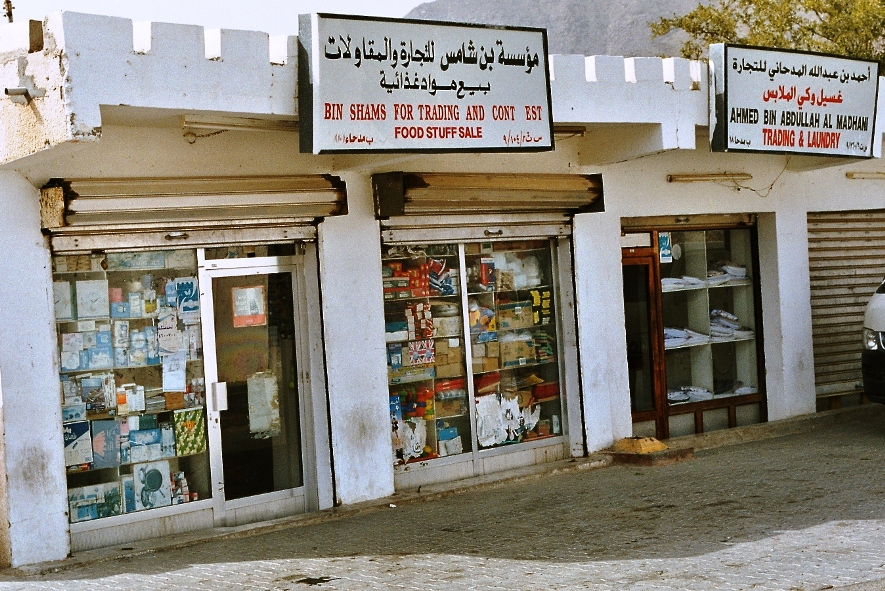
فروشگاه‌هایی در یکی از روستاهای مدحاء

شهرستان مدحاء عمان، در خاک امارات متحده عربی محصور است. روستای اماراتی النحوة نیز درون این شهرستان محصور است.

## محدوده مدحاء
شهرستان مدحاء در قسمت شمالی سلطنت عمان واقع شده‌است. این شهرستان در میان خاک امارات متحده عربی واقع شده، به طوری که خاک امارات از چهار جهت این شهرستان را احاطه نموده‌است. جمعیت آن پیرامون ۲۶۰۰ نفر است.
دو روستا به نام‌های:
- شیص
- نحوه
- که از توابع امارت شارجه امارات متحده عربی در میان خاک‌های این شهرستان جای دارد.[۳]

## جمعیت
جمعیت آن در حدود ۲۲۴۶ نفر است.

## آثار تاریخی مدحاء
شهرستان مدحاء دارای آثار باستانی گوناگونی است، از جمله این آثار انبارهایی (المخازن) است که در دل کوه می‌ساختند برای حفظ خوراکی‌ها در زمان شورش و هرج و مرج در دوران گذشته، همچنین گاهی برای ذخیره نمودن مهمات از این انبارهای کوهستانی استفاده می‌شده‌است. این گونه انبارهای کوهستانی را در عمان «مخازن الجهل» می‌نامند. در قله کوه مدحاء غاری وجود دارد، در درون این غار نبشته‌هایی بر روی دیوار غار حک شده‌است که به دوران پیش از اسلام بر می‌گردد.
در پایه‌ی کوه دو گورستان قدیمی وجود دارد که به نام‌های «مقبرة السمکة» و «مقبرة حجر بن حمید» نزد مردم منطقه معروف است و زیارتگاه مردم منطقه است. همچنین چند قلعهٔ تاریخی در مدحاء وجود دارد که تاریخ ساخت آن‌ها به دوران‌های گوناگون برمی‌گردد: «حصن مدحاء»، «دژ الغونة»، «قلعه حجر بنی حمید» و بقایای چند برج و بارو در قلهٔ کوهای اطراف مدحاء به چشم می‌خورد.

## افلاجقناتدر مدحاء
شهرستان مدحاء به «بلاد الأفلاج» معروف است، چون تمام باغ‌های این شهرستان با آب «الفلج» (قنات) آبیاری می‌شود، در حدود ۱۰۰ «فلج» (قنات) در این شهرستان وجود دارد و از آب تمام این افلاج برای کشاورزی استفاده می‌شود، اما مشهورترین «فلج‌ها» (قنات‌ها) عبارتند از:
- فلج «الشیخ محمد بن سالم المدحانی» است که تمیز خاصی دارد از بقیه قنات‌های موجود، آب این فلج در تابستان «خنک» و در زمستان «گرم» است.

واین مِیزه‌ای است که در باقی افلاج (قنات‌ها) وجود ندارد.
باضافهٔ فلج‌های دیگر مانند:
- «فلج الدائر».
- «فلج العاضد».
- «فلج الشریکی»
- «فلج المعترض».
- «فلج الیشمة».
- «فلج حجر بنی حمید».
- «فلج العقبة».
- «فلج الرمان»،
- «فلج الصودق».
- «فلج الصاروج» (ساروج).

همچنین چند چشمه آب شیرین و آب گرم نیز در مدحاء وجود دارند که از بارزترین آن‌ها نام می‌بریم: چشمه «عین الشریکی»، چشمه
«عین الیشمة»، «عین الصمای» این چشمه آبش گرم است، چشمهٔ آب معدنی (آب باد) «عین الصمای» (آبگرم) برای درمان بیماری‌های پوستی و روماتیسم استفاده می‌شود، در اوایل تابستان و اواخر زمستان این محل پر از افرادی است که برای استفاده از آبگرم به این مکان می‌آیند. چند درخت تنومند اطراف چشمه وجود دارد که هزار سال از عمر آن‌ها می‌گذرد، این درخت‌ها بنام «الرولة» معروف است، مردم در سایه آن‌ها اتراق می‌کنند.

## پیشهٔ مردم مدحاء
مردم شهرستان مدحاء مردمی زنده و کاسبکار هستند و در حرفه‌های مختلف کار می‌کنند که در مقدمهٔ آن‌ها کشاورزی است، همچنین دامداری، بافتن حصیر، خیاطی، نجاری، تطریز، التلی و صنایع دستی از منتوجات نخیل رواج زیاد دارد. شهرستان مدحاء به فراوانی غله و خرما و میوه مشهور هست.

## فهرست منابع و مآخذ
- سلطنة عمان، مسقط: وزارة الاعلام، ۱۹۹۲ میلادی تاریخ وارد شده در |سال= را بررسی کنید (کمک)
- السلطان:قابوس، البوسعید،  موسوعة  دلیل الأعلام: مسقط، چاپ اول، سال ۱۹۹۸ میلادی. (به عربی).
- المعمری، بن معتوق، سالم، («عمان ۹۲») چاپ مسقط سال میلادی۱۹۹۲ میلادی. به (عربی).
- دکتر:القاسمی، سلطان، بن محمد،  «(تقسیم الإمبراطوریة العُمانیة)» ، چاپ دوم، مطابع البیان التجاریة دبی: سال انتشار ۱۹۸۹ میلادی.
- عمان فی عام ۱۹۸۶ (عام الحصاد والتراث) إصدار وزارة الإعللام، دارالعرب للطباعة والنشر والتوزیع، ۱۹۸۶ میلادی.
- لفتنانت کولونیل، سیر آرنولد ویلسون،  «(تاریخ عمان والخلیج)»  ، انتشار سال ۱۹۸۸ میلادی.